# Super Bowl LIV
Super Bowl LIV foi a 54ª edição do Super Bowl, a 50ª na era moderna da National Football League (NFL) que decidiu o campeão da temporada da NFL de 2019, a 100ª temporada da história da liga. O jogo foi disputado em 2 de fevereiro de 2020 no Hard Rock Stadium, em Miami Gardens, Flórida, entre o Kansas City Chiefs, o campeão da AFC, e o San Francisco 49ers, campeão da NFC, com vitória do Chiefs. Esta foi a décima-primeira vez que o Super Bowl aconteceu no sul da Flórida e o sexto em Miami Gardens. Patrick Mahomes, quarterback dos Chiefs, lançou para 286 jardas e 3 touchdowns (um deles correndo com a bola) e foi nomeado como o Super Bowl MVP.
No dia 26 de setembro de 2019, a Pepsi, patrocinadora do show do intervalo do Super Bowl, anunciou que o show seria realizado pelas cantoras Jennifer Lopez e Shakira, duas cantoras latino-americanas.
Esta foi a primeira vitória dos Chiefs numa final desde o Super Bowl IV e foi ainda a primeira aparição num Super Bowl desde a fusão AFL–NFL de 1970. O quarterback Patrick Mahomes liderou Kansas City numa campanha de doze vitórias e quatro derrotas na temporada regular terminando no time participando do terceiro Super Bowl da história da franquia. Com o surgimento do quarterback Jimmy Garoppolo como titular naquele ano, os 49ers terminaram a temporada com uma campanha de treze vitórias em dezesseis jogos e avançaram para o sétimo Super Bowl da franquia.
O primeiro tempo do jogo foi equilibrado, com o segundo quarto terminando empatado em 10 a 10. Já no terceiro quarto, os 49ers começaram a abrir vantagem, com um field goal do chutador Robbie Gould e um touchdown terrestre sendo anotado por Raheem Mostert, dando a San Francisco a vantagem de 20 a 10 indo para o último quarto. Contudo, nos últimos 6:13 min de jogo, o ataque dos Chiefs, liderado por Patrick Mahomes, levou seu time a três drives (campanhas) que resultaram em touchdown, incluindo passes para Travis Kelce e Damien Williams, dando a liderança a Kansas City nos últimos dois minutos do jogo. Os Chiefs então pararam os 49ers, interceptando Jimmy Garoppolo. Damien Williams então correu para mais um touchdown, selando a vitória dos Chiefs e garantindo seu primeiro título em cinquenta anos.
A Fox reportou uma audiência total, na TV e em streaming, de aproximadamente 102 milhões de telespectadores nos Estados Unidos, um aumento de 1,3 milhões quando comparado ao ano anterior. Devido à capacidade do Hard Rock Stadium, este jogo também teve o quarto menor público da história do Super Bowl (atrás do Super Bowl I, Super Bowl LVIII e Super Bowl LV do ano seguinte). Esta foi a primeira vez em quatro anos que o Super Bowl não contou com a presença do New England Patriots desde que eles foram eliminados na rodada de wild card pelo Tennessee Titans. A arbitragem no Super Bowl LIV foi recebida com críticas, com muitas decisões questionáveis a favor dos Chiefs.

## Resumo das pontuações
| 1.º Quarto |       |
| SF – Field goal de 38 jardas por Robbie Gould, 7:57                                                                                             | 3–0   |
| KC – Touchdown terrestre de 1 jarda por Patrick Mahomes (ponto extra bem sucedido, por Harrison Butker), 0:31                                   | 3–7   |
| 2.º Quarto |       |
| KC – Field goal de 31 jardas por Harrison Butker, 9:32                                                                                          | 3–10  |
| SF – Touchdown de recepção de 15 jardas por Kyle Juszczyk em um passe de Jimmy Garoppolo (ponto extra bem sucedido, por Robbie Gould), 5:05     | 10–10 |
| 3.º Quarto |       |
| SF – Field goal de 42 jardas por Robbie Gould, 9:29                                                                                             | 13–10 |
| SF – Touchdown terrestre de 1 jarda por Raheem Mostert (ponto extra bem sucedido, por Robbie Gould), 2:35                                       | 20–10 |
| 4.º Quarto |       |
| KC – Touchdown de recepção de 1 jardas por Travis Kelce em um passe de Patrick Mahomes (ponto extra bem sucedido, por Harrison Butker), 6:13    | 20–17 |
| KC – Touchdown de recepção de 5 jardas por Damien Williams em um passe de Patrick Mahomes (ponto extra bem sucedido, por Harrison Butker), 2:44 | 20–24 |
| KC – Touchdown terrestre de 38 jardas por Damien Williams (ponto extra bem sucedido, por Harrison Butker), 1:12                                 | 20–31 |
| Final: San Francisco 49ers 20 x 31 Kansas City Chiefs                                                                                           |       |